# Station Weinheim (Bergstraße)
Station Weinheim (Bergstraße) is een spoorwegstation in de Duitse plaats Weinheim. Het station werd in 1846 geopend. 